# Tripartisme
Au sein des régimes démocratiques, le tripartisme est une variante particulière du multipartisme qui se caractérise par la domination de trois partis, seuls capables d'exercer le pouvoir exécutif, localement ou nationalement, du fait de la nature majoritaire du mode de scrutin.

## En France

### Sous laQuatrième République
Le Tripartisme désigne en particulier la coalition gouvernementale formée entre janvier 1946 et mai 1947 par les trois principaux partis politiques français d'après-guerre : la Section française de l'Internationale ouvrière (SFIO), le Parti communiste français (PCF) et le Mouvement républicain populaire (MRP).
Cette coalition a rejeté dans l'opposition les radicaux, jusque-là incontournables dans toute coalition depuis le tournant du siècle (à l'exception de la période 1919-1924).
Elle a été rendue possible, malgré de fortes oppositions idéologiques, notamment entre les démocrates-chrétiens du MRP et les communistes athées, par les combats menés en commun dans le cadre de la Résistance. C'est d'ailleurs à la mise en œuvre du Programme du Conseil national de la Résistance, élaboré en commun, et dont le préambule de la constitution de 1946 est l'héritage le plus marquant, que s'est attelé le Tripartisme.
D'abord associé au général de Gaulle, qui dirige, après les élections de 1945, un gouvernement associant les trois partis en question, le Tripartisme apparaît comme tel après la démission du chef du gouvernement, en désaccord avec la majorité des députés sur la forme de la nouvelle constitution.
Le Tripartisme s'achève par le renvoi des ministres communistes par le président du Conseil Paul Ramadier, due aux grandes grèves menées par la CGT, principal syndicat français, dont la direction est alors affiliée au Parti communiste.
La troisième force, coalition dans laquelle le Rassemblement des gauches républicaines remplace les communistes, succède au tripartisme.

### Sous laCinquième République

#### Tripartisme avec les communistes puis les centristes
La France a connu un tripartisme dans les années 1960, lorsque la vie politique se structurait autour de trois familles (gaullistes, socialistes, communistes) et dans les années 1970 (centristes, gaullistes, socialistes). Ces situations n'ont pas duré très longtemps.

#### Montée du Front national: tripartisme ou tripolarisation?
Les institutions de la Cinquième République, et en particulier le mode d'élection du président de la République, au suffrage uninominal majoritaire à deux tours, qui ne qualifie que les deux candidats au scores les plus élevés au second tour, contraint les forces politiques à se rassembler en deux camps, imposant par là un bipartisme. Toutefois, l'émergence du Front national à partir des années 1980 et sa capacité à obtenir des scores comparables voire supérieurs à ceux de l'UMP et du PS, au moins localement, à partir des années 2010, a amené certains observateurs de la vie politique à évoquer le tripartisme.
Pour Jean-Yves Camus, « le tripartisme signifie la possibilité pour deux au moins des partenaires du jeu de gouverner ensemble », ce qui interdirait, en l'espèce, de considérer que le tripartisme s'installe en France. L’éditorialiste d’iTélé Claude Askolovitch le rappelle également.
Il apparaît donc que, en l'absence de toute alliance entre les trois forces majeures, il convienne de considérer qu'elles sont des pôles et ainsi apprécier une situation de tripolarisation. Le politologue Gérard Grunberg décrit ainsi la recomposition de l'espace politique français : « la tripolarisation [...] fait que trois camps doivent se partager deux places au second tour des élections majoritaires à deux tours, à commencer par la présidentielle ».
Lors des élections présidentielle et législatives de 2022, un tripartisme est remarqué par de nombreux observateurs politique entre La France insoumise, représentant la gauche radicale,, La République en marche, représentant le centre (voire l'extrême centre), et le Rassemblement national, représentant l'extrême-droite,.
Lors des élections législatives de 2024, un tripartisme est de nouveau remarqué entre le Nouveau Front populaire (centre-gauche à gauche radicale), le mouvement Ensemble (centre), ainsi que le Rassemblement national et ses alliés (droite à extrême-droite).